# Focida
Focida (greacă Φωκίδα / Phokida) este o prefectură greacă, în periferia Grecia Centrală. Reședința sa este Amphissa.

## Municipalități și comunități
| Municipalitate | Cod YPES | Reședință (dacă e diferită) | Cod poștal |
| -------------- | -------- | --------------------------- | ---------- |
| Amfissa        | 5101     |                             | 331 00     |
| Delphi         | 5105     |                             | 330 54     |
| Desfina        | 5106     |                             | 330 50     |
| Efpalio        | 5107     |                             | 330 56     |
| Galaxidi       | 5103     |                             | 330 52     |
| Gravia         | 5104     |                             | 330 57     |
| Itea           | 5108     |                             | 332 00     |
| Kallieis       | 5109     | Mavrolithari                | 330 63     |
| Lidoriki       | 5110     |                             | 330 53     |
| Parnassos      | 5111     | Polydroso                   | 330 51     |
| Tolofona       | 5112     | Erateini                    | 330 58     |
| Vardousia      | 5102     | Krokyleio                   | 330 61     |